# Heusenstamm
Heusenstamm est une municipalité allemande située dans le land de la Hesse et l'arrondissement d'Offenbach.
Ancien fief des seigneurs de Heusenstamm, passé à la famille de Schönborn au XVIIe siècle, la ville est réputée pour son château et sa foire aux vins estivale.
La maison d'édition Ontos, spécialisée en ouvrages philosophiques, est établie à Heusenstamm.
À Heusenstamm se trouvait aussi l'ancienne abbaye bénédictine puis cistercienne de Patershausen.

## Sources
- (de) Cet article est partiellement ou en totalité issu de l’article de Wikipédia en allemand intitulé « Heusenstamm » (voir la liste des auteurs).